# Mantic Ritual
Mantic Ritual é uma banda de thrash metal de Pittsburgh, Pensilvânia. Sua estreia foi através do álbum Executioner. A banda é geralmente considerada a vanguarda de um moderno thrash metal.

## História
Originalmente conhecido como Meltdown, Mantic Ritual começou a escrever e gravar música em Pittsburgh, Pensilvânia, em torno de 2004. Após a adição do guitarrista Jeff Potts, a banda se mudou para Hollywood, Califórnia, e em 2007 assinou com a gravadora Nuclear Blast.
Citando razões jurídicas, a banda optou por abandonar o nome Meltdown. Isso também foi feito para evitar confusões com outras bandas. A banda se renomeou Mantic Ritual e voltou para sua cidade natal de Pittsburgh, participando de turnês com bandas nacionais, incluindo Rotting Christ e Destruction.
A banda então gravou seu álbum de estreia, Executioner, com o famoso produtor Andy Classen (Dew-Scented, Rotting Christ), no One Studios em Borgentreich, Alemanha. Foi lançado na Europa em 27 de fevereiro de 2009 e nos Estados Unidos em 10 de março de 2009.
Em 15 de setembro de 2009, seis meses após o lançamento de Executioner nos Estados Unidos, o Mantic Ritual anunciou através de seu MySpace que Dan Wetmore, o guitarrista/vocalista, estava deixando a banda. Wetmore afirmou que, embora ele gostasse de tocar com a banda e escrever música, ele não podia ver a vida passar na estrada.
No mesmo anúncio, a Mantic Ritual também afirmou que o frontman Dave Watson, um bom amigo da banda, foi preencher a vaga como substituto temporário nos shows de setembro/outubro de 2009. Depois de algumas semanas, Watson foi convidado para ser o guitarrista /vocalista permanente do Mantic Ritual.
Em 2012 o site Metal Sucks conversou com o guitarrista Jeff Potts, que disse que a banda praticamente havia acabado, mas sem uma declaração oficial.

## Integrantes
- Dave Watson - vocal, guitarra
- Jeff Potts - guitarra
- Ben Mottsman - baixo
- Adam Haritan - bateria

## Discografia
- Executioner - 2009